# Renault TRM 2000
Le Renault TRM 2000 est un camion militaire français à 4 roues motrices (attesté par ses initiales : Toutes Roues Motrices) conçu pour les missions de soutien en terrain difficile.

## Histoire
Le camion est présenté en mars 1981. Il est produit de 1982 à 1990 dans une usine RVI de Blainville-sur-Orne dans le Calvados. On prévoyait à l'origine 12 000 commandes sur une base annuelle de 1 500 unités. En 1994, 5 600 exemplaires sont en service.
Dans l'armée française, le TRM 2000 a remplacé les camionnettes tactiques Simca Marmon et Saviem TP3.
En 2018, un programme de rénovation baptisé RIP est lancé par l'armée de terre pour les exemplaires les plus anciens de 1982 à 1992, dans l’attente du lancement du programme Successeur poids lourds, armée de Terre visant à commander 7 000 camions. 15 exemplaires sont livrés début 2020 par le site de Saint-Nazaire et le marché prévoit une rénovation de 200 exemplaires d'ici à 2021, principalement destinés aux unités d'Outre-mer.
Plusieurs sont donnés aux forces armées ukrainiennes en 2022 à la suite de l'invasion de l'Ukraine par la Russie.

## Caractéristiques
Le TRM 2000 récupère la cabine Club des Quatre du Saviem J. 
Le TRM 2000 peut transporter 2 tonnes de charge utile, notamment des abris en dur sur plateau (shelters) de 10 ou 15 pieds, ou 12 hommes. 
Son PTAC est de 6,3t.
Il possède des ponts-portiques à double démultiplication.
Sa rampe limite en charge est de 50 % et son dévers de 30 %. Il peut passer des rivières de quatre-vingts centimètres à gué.

## Utilisations
Le TRM 2000 est décliné en version civile notamment à destination des pompiers, d’EDF et autres administrations publiques. Quelques exemplaires ont été récupérés des stocks de l'armée par la gendarmerie française et les CRS pour des missions de maintien de l'ordre.
Un certain nombre de TRM 2000 a été transféré à l'Ukraine dans le cadre d'aides militaires à la suite de l'invasion de l'Ukraine par la Russie en février 2022. Jusqu'à présent, on dénombre un seul exemplaire detruit et un autre endommagé. Ils sont vraisemblablement utilisés comme transports de troupes et matériel.

### Vidéo
[vidéo] « Essai tout terrain TRM 2000 », sur YouTube, 2 mai 2014 (consulté le 8 août 2022)